# Rödfenad mahseer
Rödfenad mahseer (Tor tor) är en fiskart som först beskrevs av Hamilton 1822.  Rödfenad mahseer ingår i släktet Tor och familjen karpfiskar. IUCN kategoriserar arten globalt som nära hotad. Inga underarter finns listade i Catalogue of Life.